# Укрывательство
Укрывательство — правовой термин, означающий общественно опасное деяние, направленное на противодействие расследованию и представляющее собой сокрытие как самого преступника, так и всевозможных улик, которые могли бы способствовать следствию.
В уголовном праве различают укрывательство самого преступника, укрывательство следов преступного деяния и укрывательство плодов его, т. е. вещей, добытых преступным деянием.
Различают два вида укрывательства: укрывательство по предварительному сговору (рассматривается в уголовном праве как соучастие в преступлении и, соответственно, влечет более суровое наказание) и укрывательство заранее не обещанное (рассматривается как одна из форм прикосновенности к преступному деянию).